# Gallicolumba
Gallicolumba — рід голубових. Містить 20 видів.

## Поширення
Це рід наземних птахів, які мешкають в тропічних лісах Філіппін, Індонезії, а також в Тихоокеанському регіоні. 

## Вимирання
Це рід родини голубових, який є одним з найбільш постраждалих від вимирання. 3-4 види зникло з 18-го століття, і більшість з решти зменшуються в числі і знаходяться під загрозою зникнення або втрати підвидів через руйнування середовища проживання, інвазивні види, або надмірний промисел.

## Поведінка
Споживають плоди і насіння.